# Kuwait en los Juegos Olímpicos de Atlanta 1996
Kuwait estuvo representado en los Juegos Olímpicos de Atlanta 1996 por un total de 25 deportistas masculinos que compitieron en 9 deportes.
El portador de la bandera en la ceremonia de apertura fue el tirador Abdalá Al-Rashidi. El equipo olímpico kuwaití no obtuvo ninguna medalla en estos Juegos.